# Recht op vrijheid van godsdienst (Nederland)
In artikel 6 van de Nederlandse grondwet wordt het recht op vrijheid van godsdienst aangeduid. Het artikel luidt:
1. Ieder heeft het recht zijn godsdienst of levensovertuiging, individueel of in gemeenschap met anderen, vrij te belijden, behoudens ieders verantwoordelijkheid volgens de wet.
2. De wet kan ter zake van dit recht buiten gebouwen en besloten plaatsen regels stellen ter bescherming van de gezondheid, in het belang van het verkeer en ter bestrijding of voorkoming van wanordelijkheden.